# Кактовик
Ка́ктовик (англ. Kaktovik, инуитск. Qaaktuġvik) — небольшой город (town) на Аляске, США.

## Описание
Кактовик расположен на острове Бартер у северного побережья Аляски в море Бофорта, административно относится к боро Норт-Слоп. Является единственным населённым пунктом (за исключением малочисленных непостоянных поселений эскимосов) не только острова, но и всего Национального Арктического заповедника — крупнейшего заповедника США.

Площадь города составляет 2,6 км², из них 0,6 км² (ок. 21%) составляют открытые водные пространства. С 1951 года функционирует одна школа, в которой обучается (по состоянию на 2012 год) 57 учеников. В северо-восточной части города находится аэропорт Бартер-Айленд.
Кактовик был основан в 1947 году в связи со строительством аэропорта, в 1953 году получил развитие в связи с монтажом радарной станции Линии «Дью». В сентябре 1971 года получил статус города.

## Демография
Большинство населения города — коренные народы, эскимосы, занимающиеся традиционным промыслом: разведением северных оленей и китобойным промыслом.
Расовый состав
- эскимосы — 75,4%
- белые — 14,7%
- азиаты — 0,3%
- прочие расы — 0,7%
- две и более расы — 8,9%